# Pardonne-moi (film, 1953)
Pour les articles homonymes, voir Pardonne-moi.
Pour plus de détails, voir Fiche technique et Distribution.
Pardonne-moi (Perdonami!) est un melodramma strappalacrime italien réalisé par Mario Costa et sorti en 1953,.

## Fiche technique
- Titre original italien : Perdonami![3]
- Titre français : Pardonne-moi ou Lèvres closes[4]
- Réalisateur : Raffaello Matarazzo
- Scénario : Mario Costa, Giuseppe Valentini, Alessandro De Stefani, Anton Giulio Majano, Mario Monicelli
- Photographie : Mario Bava
- Montage : Otello Colangeli
- Musique : Carlo Rustichelli
- Chef d'orchestre : Fernando Previtali
- Décors : Virgilio Marchi (it)
- Costumes : Elio Costanzi
- Maquillage : Goffredo Rocchetti
- Production : Guido Giambartolomei, Carlo Salsano
- Sociétés de production : Rizzoli Film, Royal Film
- Pays de production :  Italie
- Langue originale : italien
- Format : Noir et blanc - 1,37:1 - Son mono - 35 mm
- Durée : 108 minutes
- Genre : Melodramma strappalacrime
- Dates de sortie :
  - Italie : 18 février 1953
  - France : 12 mai 1954

## Distribution
- Raf Vallone : Marco Gerace
- Antonella Lualdi : Anna Boetto
- Tamara Lees : Vera
- Aldo Bufi Landi : Nicola Boetto
- Dante Maggio : Michele
- Emma Baron : Maria Boetto
- Celeste Almieri : Mme Parodi
- Laura Carli : chef d'atelier
- Marga Cella : maîtresse de l'auberge
- Annette Ciarli : maîtresse de la maison d'hôtes Doria
- Clelia Genovese : la mère de Michele
- Zoe Incrocci : Adèle
- Anna Maestri : couturière
- Lina Tartara Minora : concierge
- Rosanna Rory : Marcella
- Giuseppe Chinnici : commissaire Calò
- Carlo D'Angelo : commissaire de police
- Attilio Dottesio : Brigadier
- Alessandro Fersen : Raul, le Libanais
- Rino Genovese : Ernesto
- Michele Malaspina : commendatore
- Arnaldo Mochetti : le Tunisien
- Elio Pandolfi : fabricant de figurines
- Xenia Valderi

## Accueil
Le film a été un succès commercial avec 5,5 millions d'entrées. Il se place à la 6e position du box-office Italie 1953.